# Energetika Hrvaške
Energija na Hrvaškem opisuje proizvodnjo, porabo in uvoz energije in električne energije na Hrvaškem. 
Hrvaška potrebe po električni energiji zadovoljuje večinoma iz hidroelektrarn in termoelektrarn, delno pa iz jedrske elektrarne Krško, ki je v solastništvu hrvaške in slovenske državne elektroenergetske družbe.
Hrvatska elektroprivreda (HEP) je nacionalna energetska družba, zadolžena za proizvodnjo, prenos in distribucijo električne energije.
Leta 2009 je poraba električne energije znašala 17,5 teravatnih ur, kar je približno 1 % manj kot leta 2008.